# When Ronan Met Burt
When Ronan Met Burt è l'ottavo album discografico in studio del cantautore irlandese Ronan Keating, pubblicato nel 2011. Il disco è stato prodotto e composto da Burt Bacharach.

## Tracce
1. The Look of Love
2. Walk On By
3. I'll Never Fall in Love Again"
4. Arthur's Theme (The Best That You Can Do)
5. My Little Red Book
6. What the World Needs Now
7. Something Big
8. I Just Don't Know What to Do with Myself
9. This House Is Empty Now
10. Make It Easy on Yourself